# Barumer See
Der Barumer See ist eine seeartige Flusserweiterung der Neetze in der Lüneburger Elbmarsch im niedersächsischen Landkreis Lüneburg. Die Neetze verbindet den See mit dem benachbarten Reihersee.
Der See befindet sich in einem Naherholungsgebiet. Er wird als Badesee genutzt, mit einem Grillplatz auf einem benachbarten Gelände eines Jugendgästehauses und vielfältigen Freizeitmöglichkeiten für Familien. 
Der Barumer See wird von der Sportangler-Vereinigung Hamburg e.V. als Angelgewässer genutzt.